# Yū Kawamura
Yū Kawamura (jap. 河村 優, Kawamura Yū; * 1. Dezember 1980 in der Präfektur Shizuoka) ist ein ehemaliger japanischer Fußballspieler.

## Karriere
Kawamura erlernte das Fußballspielen in der Schulmannschaft der Fujieda Higashi High School. Seinen ersten Vertrag unterschrieb er 1999 bei den Consadole Sapporo. Der Verein spielte in der zweithöchsten Liga des Landes, der J2 League. 2000 wurde er mit dem Verein Meister der J2 League. Für den Verein absolvierte er 13 Spiele. 2001 wurde er an den Ligakonkurrenten Mito HollyHock ausgeliehen. Für den Verein absolvierte er 40 Spiele. 2002 wurde er an den Ligakonkurrenten Avispa Fukuoka ausgeliehen. Für den Verein absolvierte er acht Spiele. 2003 kehrte er zu Consadole Sapporo zurück. Danach spielte er bei den Okinawa Kariyushi FC (2004) und Shizuoka FC (2005–2009). Ende 2009 beendete er seine Karriere als Fußballspieler.